# Я ей нравлюсь
«Я ей нравлюсь» — советский фильм 1985 года, снятый на киностудии «Таджикфильм» режиссёром Анваром Тураевым.

## Сюжет
Два друга — Рустам и Сафар вместе учились в медицинском институте, но по его окончании их пути разошлись. Рустам стал работать на «Скорой помощи», Сафар же, по настоянию отца-профессора и благодаря его связям, поступил в аспирантуру. Во всём следующая воле родителей, Сафар безропотно соглашается жениться на девушке Наргис, которую «присмотрели» ему родители. Однако, сам он влюблён в Мухаббат, которую полюбил еще в студенческие годы и которая также любит его. Несмотря на то, что Сафару нравится другая девушка, его родители торопят свадьбу. Рустам, влюбленный в Наргис, когда-то проходившей у него практику, узнает, что она выходит замуж за Сафара. Убедившись в том, что Наргис любит его, Рустам вместе с Мухаббат начинает наносить визиты к родителям жениха и невесты, объясняя им, что брак не принесет молодым людям счастья, поскольку они не любят друг друга, но родители уже всё решили согласно «традициям». Рустам решает сорвать свадьбу и приходит в ЗАГС, чтобы помешать нелепому браку Наргиз и Сафара.

## В ролях
- Назирмад Мусоев — Рустам
- Фарида Муминова — Наргис
- Бахром Акрамов — Сафар
- Гамида Омарова — Мухаббат
- Бурхон Раджабов — отец Наргис
- Пулат Саидкасымов — отец Сафара
- Ирина Мельник — Аида
- Валерий Геращенко — Вадим
- Александр Пархоменко — Сергей
- Людмила Менчинская — Галя
- Шухрат Иргашев — эпизод
- Маргарита Касымова — эпизод
- Гульсара Абдуллаева — эпизод
- Дильбар Умарова — эпизод

## Песня из фильма
В фильме звучит песни «Я уже влюбился» в исполнении Павла Смеяна (музыка Г. Александров; слова Н. Олев).